# Межиліска (річка)
Межиліска — річка в Україні, у Народицькому районі Житомирської області. Права притока Чортовця (басейн Прип'яті).

## Опис
Довжина річки приблизно 8,4 км.

## Розташування
Бере початок на південному сході від Славковиців. Тече переважно на північний захід через Межиліски і на сході від Рудні-Базарської впадає у річку Чортовець, праву притоку Звіздаля.